# Onata di Crotone
Onata di Crotone, od Onato (in greco antico: Ὀνάτας?, Onátas; Crotone, ... – ...; fl. V secolo a.C.), è stato un filosofo greco antico della scuola pitagorica, originario dell'isola di Creta.

## Biografia
Onata è citato da Giamblico tra i primi filosofi pitagorici e nei frammenti di Stobeo gli si attribuisce un'opera intitolata Περί Θεοῦ και θείου (Di Dio e dell'essenza divina).
Fu tra i filosofi che si occuparono di magia.